# 藍住町
藍住町（あいずみちょう）は、徳島県の北東部に位置する町。板野郡に属する。

## 概要
町名のとおり染料の阿波藍の一大産地としての歴史を持つ。阿波国の藍は戦国時代には阿波国の特産品とされ、江戸時代には徳島藩によってその生産や保護が奨励された。明治時代には徳島県の藍生産は作付面積も生産量も日本全国の過半数を占めたが、その後は化学染料の大量輸入などによって衰退した。しかし、天然染料の藍が見直されるようになり、藍住町では藍のワークショップ、幼稚園や小学校での藍学習が行われているほか、
町内には藍染めの普及や阿波藍の復興の拠点となる「あいずみ藍工房」、藍の博物館である「藍の館」などが整備されている。
2019年（令和元年）には日本遺産「藍のあるさと 阿波～日本中を染め上げた至高の青を訪ねて」を構成する自治体の一つとなっている。また、かおり風景100選「吉野川流域の藍染めのかおり」にも選ばれている。町制施行60周年にあたっては町のマスコットキャラクターの「あいのすけ」が誕生した。
室町時代の阿波国守護細川氏と三好氏が本拠地とした「勝瑞城跡」や、徳島県第一号店である大型ショッピングモール「ゆめタウン徳島」なども主な名所である。
徳島市の中心駅でもあるJR徳島駅より車で約30分（約12km）という立地の比較的な良さ、そして町内全域が平地となっていることからの宅地開発のしやすさから徳島市や鳴門市のベッドタウンとして宅地開発が進んでいる。3万5千人という人口を有し、徳島県内では徳島市、阿南市、鳴門市、吉野川市に次いで5番目に人口の大きい自治体である。
なお、町名の由来は前身の藍園村と住吉村が合併した際にそれぞれの頭文字を取ったことに起因する。

## 地理
吉野川に沿って東西に細長く広がる徳島平野の下流域のうち、吉野川の左岸（北岸）に位置している。町の南端を吉野川が流れる（藍住町の南に位置する徳島市との境界は吉野川上にある）。また、町の西端から北端にかけて吉野川の支流となっている旧吉野川が流れている（北側の板野町、鳴門市との境界は旧吉野川上にある）。
吉野川は「四国三郎」の異名を持ち、日本三大暴れ川に数え上げられている。江戸時代以前から町内でも度々洪水を起こしてきたということが知られており、高地蔵などが見られる。
町は吉野川と旧吉野川の二つの河川に挟まれたデルタ地帯にある。町内には正法寺川を除いて大きな河川なく、標高は河川堤防や高速道路の盛土部分などを除いて5メートル以下であり、特に東部付近では2.5メートル程度しかない。

### 地形

#### 河川
一級河川
- 吉野川水系
  - 吉野川
  - 旧吉野川
  - 正法寺川
  - 前川
  - 本村川（直道川）

#### 山地
- 町内には山が無い。

### 隣接する自治体
- 徳島市
- 鳴門市
- 板野郡:板野町、北島町、上板町
- 名西郡:石井町

## 歴史
- 1946年（昭和21年）12月21日 - 昭和南海地震が発生。
- 1955年（昭和30年）4月29日 - 藍園村・住吉村が合併して発足[3]。
- 1957年（昭和32年）1月1日 - 町章を制定[4][5]。
- 1962年（昭和37年）4月1日 - 藍住町立藍住中学校が開校。
- 1965年（昭和40年）10月1日 - 人口が過去最小を記録。
- 1965年（昭和40年）11月3日 - 町歌「夢のある町 歌の町」を制定[6]。
- 1972年（昭和47年）3月10日 - 徳島県道14号松茂吉野線が開通。
- 1973年（昭和48年）7月25日 - 町木・町花を制定[7]。
- 1981年（昭和56年）3月 - 八代亜紀が歌唱する「新藍こなし唄」を町民愛唱歌として選定。
- 1988年（昭和63年）4月1日 - 藍住町立藍住東中学校が開校。
- 1994年（平成6年）1月 - 町を筆頭株主とするケーブルテレビ会社である株式会社エーアイテレビを設立[8]。
- 1994年（平成6年）3月17日 - 徳島自動車道藍住IC - 脇町IC間が開通。
- 1994年（平成6年） - 正法寺川に掛かる木造アーチ橋「みどり橋」が完成。
- 1995年（平成7年）11月3日 - 藍住町民のちかいを制定[9]。
- 1996年（平成8年）- 藍住町歴史館・藍の館が開館。
- 1999年（平成11年） - 総人口が3万人を超える。
- 2000年（平成12年）12月 - 徳島北環状線が全線開通[8]。
- 2002年（平成14年）- 東中富桜づつみ公園が開園。
- 2011年（平成23年）11月24日 - 大型ショッピングセンター「ゆめタウン徳島」が県内第一号店としてオープン。
- 2019年（令和元年）11月3日 - 藍住町総合文化ホールが開館。

## 人口
元々は農業地域で田園が広がっていたが、高速道路やバイパスが整備されて以降、宅地開発が大きく進んだ。藍住町は町であるにもかかわらず、徳島県内の市町村では鳴門市、吉野川市に次いで5番目に多い3万5千人という人口を有している。この人口は、町村に限れば四国で最も多い。また、町民の平均年齢は44.8歳（2019年7月）と全国の市区町村と比較してもかなり低く、若い世代の割合が高いベッドタウンである。過去10年の人口増加率は10%と、北島町や石井町と並び徳島県でもっとも発展している町の一つでもある。四国地方で2035年まで人口増加が予測されている市町村は、藍住町と香川県の宇多津町のみである。2045年には吉野川市を追い抜き徳島県で4位の人口をもつ自治体になると予想されている。
藍園村、住吉村の合併後の最初の1955年の国勢調査では、人口は10,544人であったがその後は減少し続け1万人を割った。1965年の国勢調査では最低人口の9,726人を記録したが、その後は徳島市のベッドタウンとして宅地開発された結果、増加に転じ1985年の国勢調査では22,619人、2000年国勢調査では3万人を突破して30,368人、2015年国勢調査では34,626人を記録している。今後も2035年頃まで藍住町の人口は増加し続け、3万6千人弱まで上ると予測されている。町民の平均年齢は44.8歳（2019年7月）。
| |                                        |  |
| 藍住町と全国の年齢別人口分布（2005年） | 藍住町の年齢・男女別人口分布（2005年） |  |
| ■紫色 ― 藍住町 ■緑色 ― 日本全国 | ■青色 ― 男性 ■赤色 ― 女性              |  |
| 藍住町（に相当する地域）の人口の推移 \| 1970年（昭和45年） \| 10,244人 \| \| \| 1975年（昭和50年） \| 13,676人 \| \| \| 1980年（昭和55年） \| 19,713人 \| \| \| 1985年（昭和60年） \| 22,619人 \| \| \| 1990年（平成2年） \| 25,674人 \| \| \| 1995年（平成7年） \| 28,408人 \| \| \| 2000年（平成12年） \| 30,368人 \| \| \| 2005年（平成17年） \| 32,286人 \| \| \| 2010年（平成22年） \| 33,338人 \| \| \| 2015年（平成27年） \| 34,626人 \| \| \| 2020年（令和2年） \| 35,246人 \| \| |                                        |  |
| 総務省統計局 国勢調査より |                                        |  |
| 1970年（昭和45年） | 10,244人                               |  |
| 1975年（昭和50年） | 13,676人                               |  |
| 1980年（昭和55年） | 19,713人                               |  |
| 1985年（昭和60年） | 22,619人                               |  |
| 1990年（平成2年） | 25,674人                               |  |
| 1995年（平成7年） | 28,408人                               |  |
| 2000年（平成12年） | 30,368人                               |  |
| 2005年（平成17年） | 32,286人                               |  |
| 2010年（平成22年） | 33,338人                               |  |
| 2015年（平成27年） | 34,626人                               |  |
| 2020年（令和2年） | 35,246人                               |  |

## 地域

### 大字
| 郵便番号 | 大字名 | 読み           |
| -------- | --- | -------------- |
| 771-1201 | 奥野 字猪熊・字東中須・字前川・字和田は771-1202、字矢上前は771-1203                                                                         | おくの         |
| 771-1210 | 徳命 字元村・字元村東は771-1211、字前須東・字前須西は771-1212                                                                               | とくめい       |
| 771-1220 | 東中富 字長江傍示は771-1221、字北傍示は771-1222、字敷地傍示・字天王傍示は771-1223、字大塚傍示・字慶長・字東安永・西安永・鑓場傍示は771-1224 | ひがしなかとみ |
| 771-1230 | 富吉 字須崎・字富吉・字豊吉は771-1231、字地神・字穂実は771-1232                                                                             | とみよし       |
| 771-1240 | 乙瀬 | おとぜ         |
| 771-1250 | 矢上 字西、字原は771-1251・春日、北分は771-1252・江ノ口、安任は771-1253                                                                     | やかみ         |
| 771-1260 | 笠木 字東野は771-1261・字中野、字西野は771-1262                                                                                             | かさぎ         |
| 771-1264 | 住吉 字逆藤、字神蔵、字千鳥ケ浜は771-1265・字藤ノ木、字若宮は771-1266・乾、江端は771-1267                                                   | すみよし       |
| 771-1270 | 勝瑞 字幸島は771-1271・字成長は771-1272・字正喜地、東勝地は771-1273                                                                         | しょうずい     |

### 警察・消防
町内には警察署はなく、北島町にある徳島板野警察署が管轄し消防署も北島町にある板野東部消防組合が管轄している。
- 藍住町藍住東交番
- 藍住町藍住西交番
- 板野東部消防組合第二消防署

### 公園
- 東中富親水公園[8]
- 東中富桜づつみ公園
- 正法寺川公園
- 藍住町河川敷運動公園

### 医療機関
- 浜病院
- 稲次病院
- 矢野医院
- 近藤外科内科
- 富本小児科内科
- 西条内科耳鼻科
- 藍住たまき青空クリニック
- 増田クリニック
- 濱歯科
- 枡富歯科医院
- あい歯科
- コウケン歯科

### 郵便局
- 勝瑞郵便局
- 藍住郵便局
- 藍住富吉郵便局

### 公共施設
- 藍住町総合文化ホール
- 藍住町民体育館
- 藍住町体育センター
- 藍住町立図書館
- 藍住町武道館
- 藍住町商工会館
- 藍住町老人福祉センター（藍翠苑）
- 藍住町保健センター
- 藍住町勤労女性センター
- 板野東部ファミリーサポートセンター
- 藍住町中央クリーンステーション
- 藍住町西クリーンステーション

## 行政

### 歴代町長
- 第1代 - 第6代 (1955年5月20日 - 1979年5月19日) : 徳元四郎[13]
- 第7代  (1979年5月20日 - 1983年5月19日) : 山本勇[13]
- 第8代 - 第9代 (1983年5月20日 - 1989年11月2日)  : 久次米圭一郎[13]
- 第10代 - 第12代  (1989年12月3日 - 2001年12月2日) : 堀江長男[13]
- 第13代 - 第16代 (2001年12月3日 - 2017年12月2日)  ： 石川智能[13]
- 第17代 - 第18代現職 (2017年12月3日[13] - )  ： 高橋英夫

### 友好都市
- 日本河北町（山形県西村山郡） - 藍住町は藍、河北町は最上紅花という、いずれも天然染料の産地であることから、昭和60年代から交流が始まり、1991年（平成3年）に友好都市提携を締結した[14]。

### 町章

町章

- 1957年1月1日に空と平野と吉野川をイメージした町章を制定した[4][5]。

## 議会

### 衆議院
- 選挙区：徳島2区（鳴門市、吉野川市、阿波市、美馬市、三好市、板野郡、美馬郡、三好郡）
- 任期：2021年10月31日 - 2025年10月30日
- 投票日：2021年10月31日
- 当日有権者数：260,655人
- 投票率：50.99％

| 当落 | 候補者名   | 年齢 | 所属党派   | 新旧別 | 得票数   | 重複 |
| ---- | ---------- | ---- | ---------- | ------ | -------- | ---- |
| 当   | 山口俊一   | 71   | 自由民主党 | 前     | 76,879票 | ○    |
|      | 中野真由美 | 50   | 立憲民主党 | 新     | 43,473票 | ○    |
|      | 久保孝之   | 58   | 日本共産党 | 新     | 8,851票  |      |

## 経済

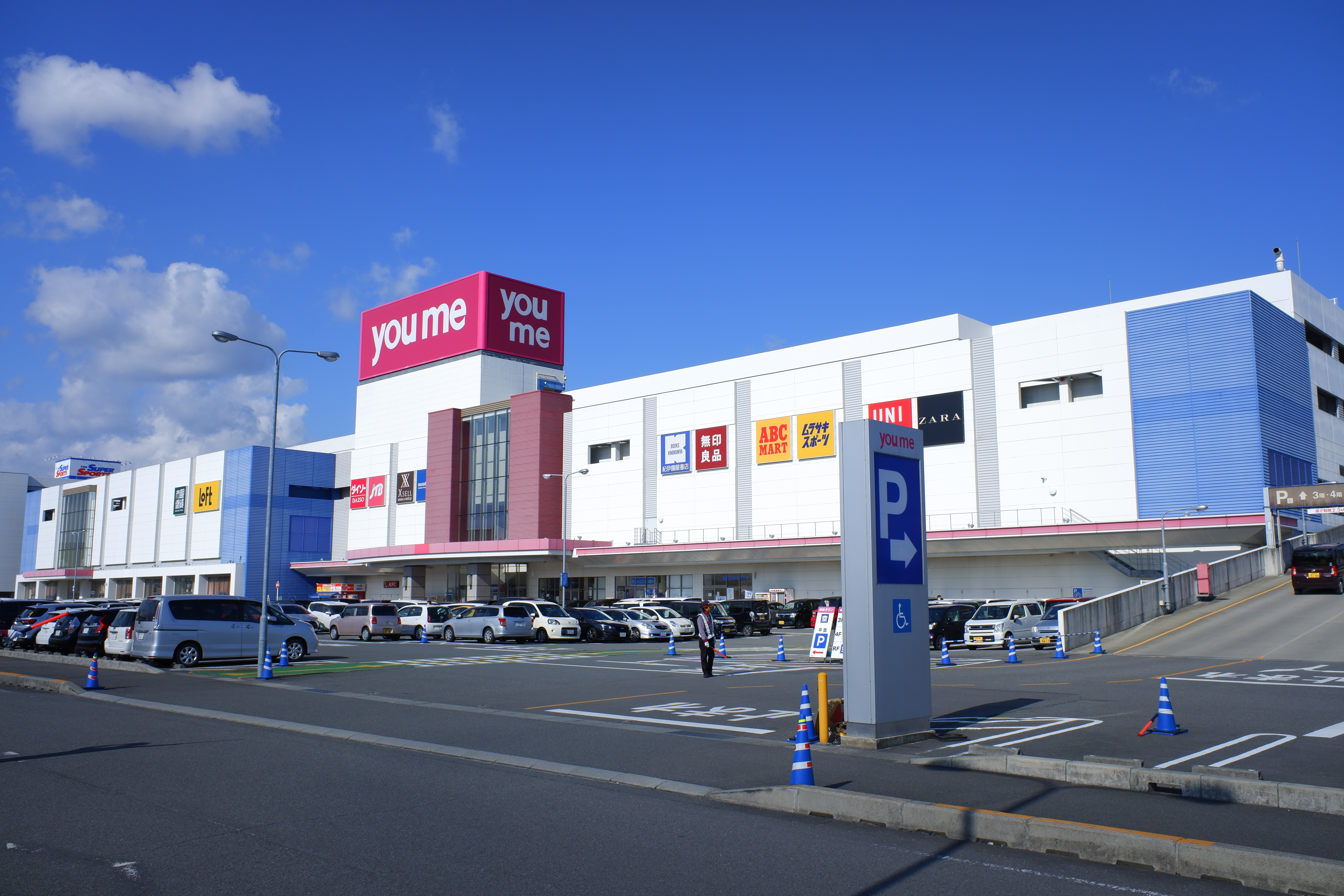
大型商業施設であるゆめタウン徳島

産業人口は15,060人。

### 農業
洋ニンジンの全国有数の産地で、一方で「愛住ねぎ」など新作物の栽培にも取り組んでいる。
- 米
- 人参[8][15]
- レンコン
- カリフラワー
- シロウリ
- ナシ
- 藍

### 工業
中堅企業が多く立地しており、藍染めの生産をしている。

#### 製造業
- ジェイテクト徳島工場
- 光洋シーリングテクノ
- シミズ精工
- 豊国生コンクリート
- 徳島冷蔵

#### 醸造業
かつては大豆の産地として知られ、それを原料として味噌の醸造が盛んに行われており、全国的にも知られるようになった。
- かねこみそ - 味噌製造
- ヤマク食品 - 味噌・食品
- 山田・金山寺味噌
- 木内本店 - 日本酒「雲井橘」醸造元

### 商業施設
- ゆめタウン徳島[8]
- スポーツデポ徳島藍住店
- コーナン徳島藍住店
- ニトリ徳島藍住店[8]

### 家電量販店
- ケーズデンキ藍住店[8]
- ヤマダデンキテックランド徳島藍住店[8]

## 教育
町内には若年層の人口が多く、町立中学校は2つ、町立小学校は4つ設置されている。

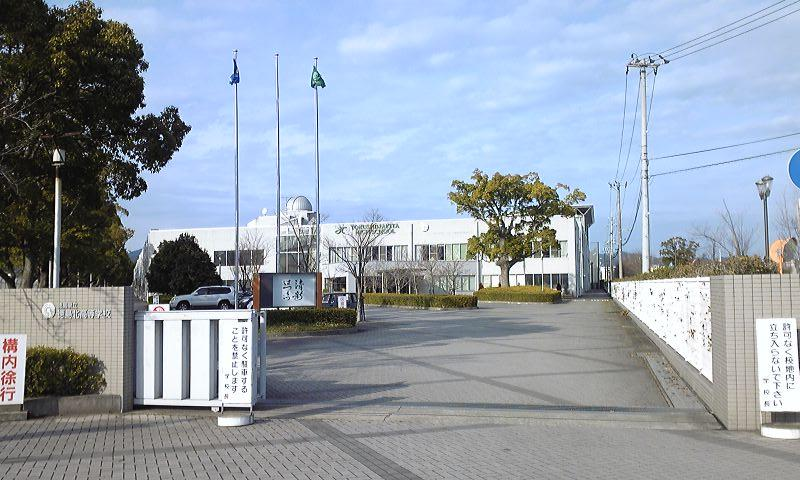
徳島県立徳島北高等学校

### 高等学校
- 徳島北高校（所在地は飛地設定で徳島市）

### 中学校
- 藍住町立藍住中学校
- 藍住町立藍住東中学校

### 小学校
- 藍住町立藍住東小学校
- 藍住町立藍住西小学校
- 藍住町立藍住南小学校
- 藍住町立藍住北小学校

### 幼稚園
- 藍住町立藍住東幼稚園
- 藍住町立藍住西幼稚園
- 藍住町立藍住南幼稚園
- 藍住町立藍住北幼稚園

## 交通アクセス

### 鉄道
- JR四国・JR勝瑞駅

### 自動車
- 徳島自動車道藍住インターチェンジ

- JR徳島駅より車で約30分（約12km）
- 徳島自動車道徳島インターチェンジより車で約25分（高松自動車道・神戸淡路鳴門自動車道方面）* より車で約15分（高知自動車道・松山自動車道方面）
- 徳島阿波おどり空港より車で約35分

### 路線バス
- 徳島バス

### 高速バス
- 海部観光：パルス藍住 - 三宮・大阪駅・なんば・伊丹空港

### 県道
- 徳島県道1号徳島引田線
  - 藍住町を南北に貫く幹線道路。町内は徳島自動車道と立体交差している地点より南が2車線、より北が4車線となっている。
- 徳島県道14号松茂吉野線
  - 藍住町を東西に貫く幹線道路で、町内は全線に渡って2車線である。
- 徳島県道29号徳島環状線（徳島環状道路・徳島北環状道路）
  - 県道松茂吉野線よりも南の藍住町内を東西に結ぶ幹線道路で、町内は全線に渡って4車線である。
- 徳島県道225号檜藍住線
  - 藍住町の中央の地域を南北に結ぶ道路。県道徳島引田線から分岐して鳴門市大麻町へと続く。2車線であるが、町役場や町立図書館、町民体育館などの多くの公共施設が道沿いにある。藍住中学校もこの道路に面しており、進学塾などもこの通りには多く見られる。
- 徳島県道41号徳島北灘線
  - 藍住町内のやや東寄りの地域を南北に結ぶ道路。町内は県道松茂吉野線以南が2車線、以北が2車線～1.5車線となっている。
- 徳島県道137号土成徳島線
  - 吉野川北岸を東西に結ぶ道路。沿線は田園風景が広がる地区が多いが、信号が少なく短時間で東西方向を結ぶため交通量自体は多い。

## 観光

### 名所

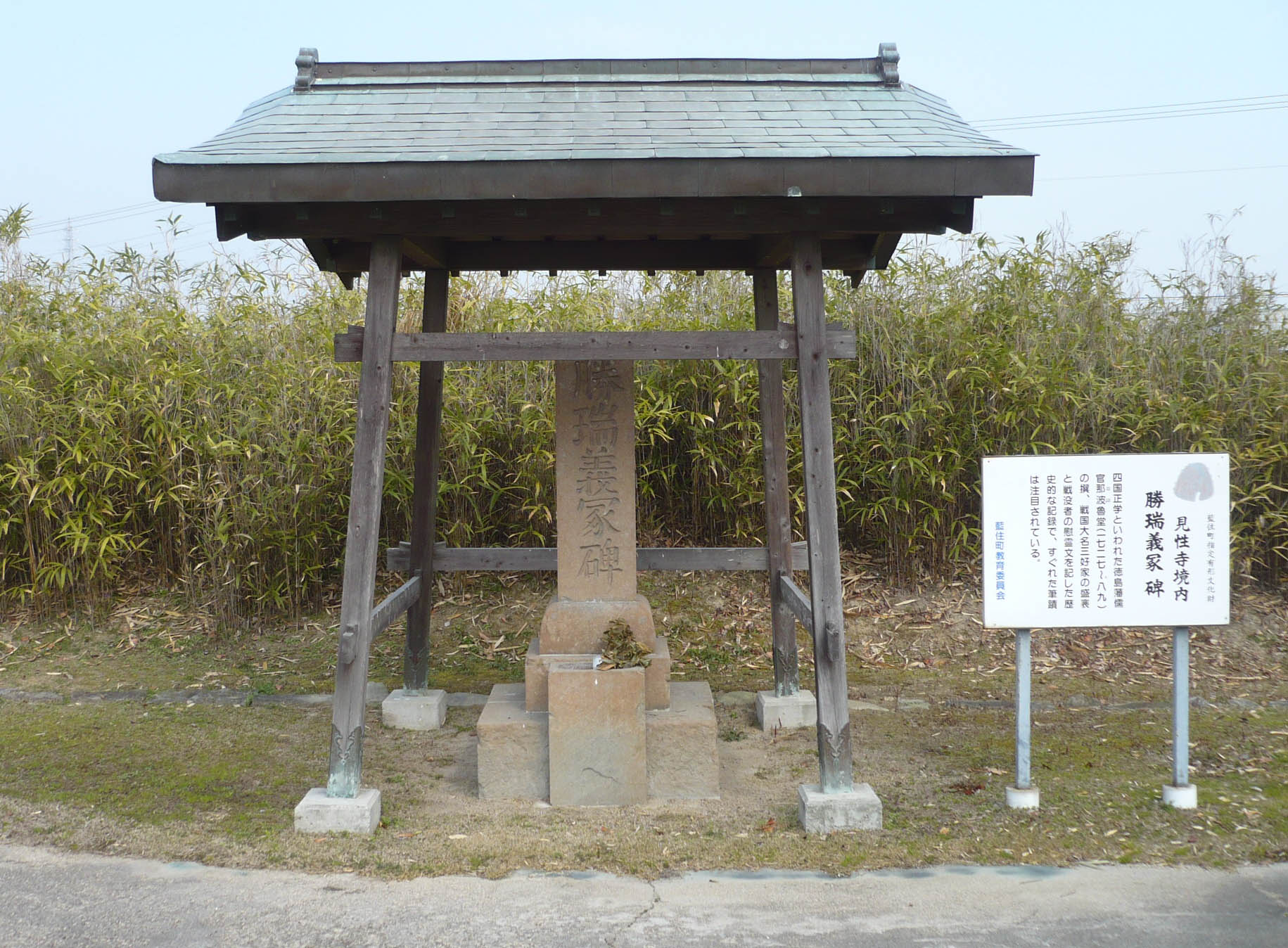
勝瑞義家塚碑

- 藍住町バラ園
- 吉野川の潮干狩り

### 社寺・史跡
- 見性寺
- 千光寺
- 東光寺
- 法音寺
- 福成寺
- 正法寺
- 観音院 - 新四国曼荼羅霊場第76番札所
- 地福寺
- 徳善寺
- 光善寺
- 観音寺
- 住吉神社
- 春日神社
- 伊比良咩神社
- 南陽神社
- 両八幡神社
- 勝瑞城址 - 国の史跡。
- 犬伏家住宅

### 公共施設
- 藍の館
- 正法寺川公園
- 藍住町総合文化ホール
- 藍住町民体育館
- 藍住町体育センター

### 商業施設
- ゆめタウン徳島

## 文化

### 催事
- 藍住町商工会納涼祭
- あいずみスマイリーマルシェ

## 出身有名人
- 橋本夢道（俳人）
- 松友美佐紀（バドミントン選手、リオ五輪金メダリスト）
- 石川美子（明治学院大学文学部フランス文学科教授）
- 奥村嘉蔵（奥村嘉蔵家11代当主、貴族院多額納税者議員）
- 青山裕次（舞台俳優）